# Mirafra pulpa
A Mirafra pulpa a verébalakúak (Passeriformes) rendjébe, ezen belül a pacsirtafélék (Alaudidae) családjába tartozó faj.

## Rendszerezése
A fajt Herbert Friedmann amerikai ornitológus írta le 1930-ban.

## Előfordulása
Afrika keleti részén, Etiópia, Kenya és Tanzánia területén honos. Természetes élőhelyei a szubtrópusi és trópusi száraz gyepek. Állandó, de kóborló faj.

## Megjelenése
Testhossza 14 centiméter.

## Életmódja
Rovarokkal és fűmagokkal táplálkozik.

## Természetvédelmi helyzete
Az elterjedési területe még felméretlen és széttöredezett, egyedszáma is ismeretlen, de valószínűleg csökken. A Természetvédelmi Világszövetség Vörös listáján adathiányos fajként szerepel.